# Glochidion lobocarpum
Glochidion lobocarpum är en emblikaväxtart som först beskrevs av George Bentham, och fick sitt nu gällande namn av Frederick Manson Bailey. Glochidion lobocarpum ingår i släktet Glochidion och familjen emblikaväxter. Inga underarter finns listade i Catalogue of Life.